# Józef Widawski
Józef Widawski (ur. 11 grudnia 1882 w Bukaczowcach, zm. w 1942 w Zamościu) – polski ksiądz rzymskokatolicki, uczestnik wojny z bolszewikami 1920 i kawaler Krzyża Walecznych.
Studia filozoficzne i teologiczne ukończył na Seminarium Duchownym we Lwowie. W 1909 otrzymał święcenia kapłańskie i skierowany został jako wikariusz do parafii Kozowa, a w następnym roku do parafii w Bolechowie. Do marca 1916 był administratorem parafii Podmichale i Pustomyty oraz przez pewien czas wikariuszem w Stanisławowie.
W 1916, przez okres jednego miesiąca, był na froncie włoskim jako kapelan wojskowy, po czym powrócił do Lwowa i tam mieszkał do lipca 1917. W październiku tego roku przebywał jako kapelan wojskowy w Wiedniu.
4 lipca 1919 otrzymał nominację na wikariusza parafii Łabunie. 4 września tego roku został prefektem Seminarium Nauczycielskiego w Chełmie. Od 31 stycznia do 4 marca 1920 był rektorem kościoła poreformackiego w Chełmie. 27 marca 1920 został proboszczem parafii Moniatycze.
8 lutego 1921 Minister Spraw Wojskowych odznaczył go Krzyżem Walecznych nr 11.929 "za usiłowanie w dniu 6 września 1920 roku zdemontowania działa, które wpadło w ręce najeźdźcy". Razem z księdzem proboszczem odznaczony został wówczas 13 letni Marian Krasnopolski.
16 czerwca 1921 przystąpił do organizacji parafii przy kościele w Turowcu (dawnej cerkwi zrewindykowanej na rzecz katolików), lecz 1 października tego roku powierzono mu probostwo parafii Dub. Obowiązki proboszcza sprawował do 21 sierpnia 1923. 12 maja 1925 został proboszczem w Perespie, a 16 października tego powierzono mu stanowisko proboszcza parafii Majdan Sopocki. Od 3 marca 1926 jako rezydent mieszkał w domach prywatnych: w Majdanie Sopockim, Długim Kącie i Józefowie.
W 1942 został aresztowany przez gestapo i rozstrzelany w Zamościu.